# Легкі крейсери типу «Новара»
Крейсери класу «Новара» (англ. Novara class cruiser), які ще класифікували як швидкохідні крейсери (нім. Rapidkreuzer) класу «Гельголанд» (нім. Helgoland-Klasse), входили до Цісарсько-королівського військового флоту Австро-Угорщини. Три легкі крейсери «Гельголанд», «Сайда», «Новара» заклали згідно з програмою модернізації флоту (1911) і вони були покращеними версіями крейсерів класу «Адмірал Шпаун» (1906). Їхня маса була знижена на 51 т завдяки зміні розміщення парових турбін, що дозволило посилити корпус (21 т) та встановити дві додаткові гармати. Та 100 мм гармати головного калібру швидко визнали заслабими, але замінити їх 150 мм гарматою визнали недоцільним. Тому висока швидкість визначала тактику застосування кораблів — «Вдарити і втекти». Крейсери планували використовувати як лідерів флотилій торпедних човнів, міноносців.
Свої назви крейсери отримали на честь битв: перемоги австрійського війська 1848 над сардинським під Новарою, захоплення міста Сайда у Леванті австрійським десантом (1840), морської битви 1864 австрійського флоту з імперським біля острова Гельголанд.

## Історія

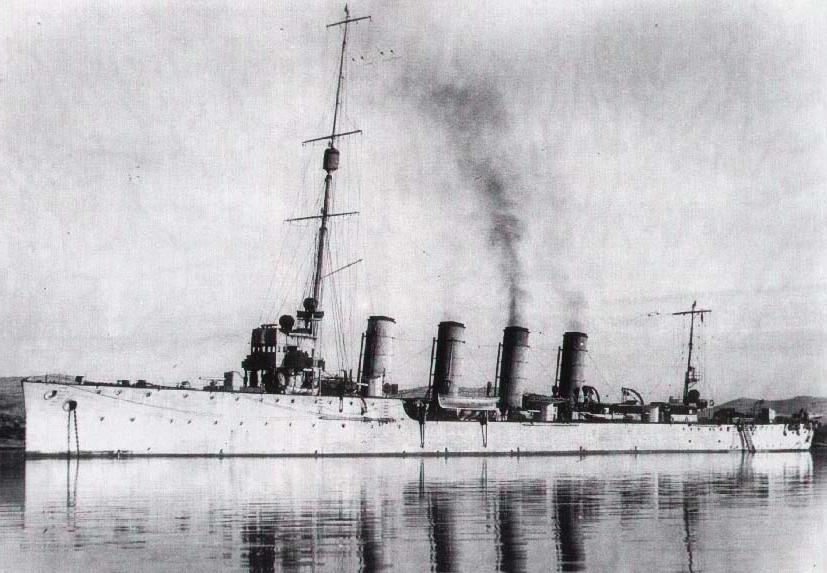
Крейсер «Сайда»

По своїх технічних даних австро-угорські крейсери не поступались аналогічним кораблям інших флотів. По швидкості вони перевершували на 1,5 вузлів англійські крейсери класу Скаут. Крейсери «Сайда», «Гельголанд» ввели до складу флоту 1914 року, а «Новара» в час війни 1915 року. У крейсерах було спрощено паротурбінну установку, зменшивши число турбін з 6 до двох, а число гвинтів з 4 до 2. Це позитивно вплинуло на надійність силової установки. Крейсери несли 60-мм панцир центральної частини бортів і 20 мм палуби.
Крейсер «Сайда» заклали на австрійській верфі Cantiere Navale Triestino, а два інші на угорській Ganz-Danubius. Внаслідок цього парова турбіна крейсера «Сайда» Melms-Pfenniger виявилась доволі ненадійною, з недостатньою потужністю, що не дозволило досягнути запланованої швидкості. Турбінна установка AEG-Curtiss крейсерів «Новара», «Гельголанд» перевищувала заплановану потужність, даючи приріст швидкості на 0,3 вузли.
Крейсери класу «Новара» разом з міноносцями класу «Татра» найчастіше застосовувались на театрі бойових дій на Адріатиці. Їх використовували для завдання швидких артилерійсько-торпедних нападів на порти Італії незважаючи на недостатній калібр головної артилерії. Найвідомішим став рейд трьох крейсерів 15 травня1917 на пролив Отранто.
В ході війни 1915 кормовий 450 мм двотрубний торпедний апарат замінили 533 мм. План 1917 по переозброєнню крейсерів замість 5-ти 100 мм гармат на дві 150 мм не був втілений в життя.
На основі цього класу крейсерів планувалось закласти три нові крейсери класу «Ерзац Зента» з 120 мм гарматами і швидкістю до 30 вузлів.
Після завершення війни Франції дістався крейсер «Новара», який під назвою «Thionville» проплавав до 1932 року. До 1941 був стаціонарним навчальним закладом артилеристів Тулона.
Крейсери «Гельголанд» і «Сайда» в Італії перейменували на «Brindisi», «Venezia» та використовували до 1937 року.